# 広田さくら (プロレスラー)
広田 さくら（ひろた さくら、1978年4月12日 - ）は、日本の女子プロレスラー、タレント、女優、政治活動家。リングネームはシン・広田さくら（しん・ひろた さくら）。本名：広田 紗久良（ひろた さくら）。

## 来歴

### GAEA JAPAN
プロレスを志す前は、NHK名古屋放送局の道徳番組で長期間に渡り放送された「中学生日記」の準主演クラスの生徒役としてテレビ出演し活躍していたが、1995年に女子プロレス団体であるGAEA JAPAN（長与千種主宰）の門を叩き正式に入団。プロレスラーとしての活動を始める。
デビュー戦は1996年4月を予定していたが、プロテストに落第し、デビューは延期となったが、同年8月12日に日本武道館にて全日本女子プロレスの興行として行われた「ディスカバー・ニューヒロイン・タッグトーナメント」にて、長与と組んでのアジャ・コング&田村欣子戦でデビュー。結果的に女子プロレス史上初の日本武道館デビューとなった。
当初は、長与千種の後を継ぐ正統派レスラーやアイドルレスラーとして期待されていたが、自分の思うような試合が出来ずに苦悩してしまい、成果を挙げられない時期が続く様になってしまう。思い悩んでいた時、長与千種から「お前はとにかく、人を驚かす事だけを考えろ」とのアドバイスを受けた。これを機に、突然観客へのパフォーマンスに重点を置くようになり、思わぬ形で才能が開花し始める。
98年後半からは毎試合ごとに特徴のあるコスプレをしてリングに上がったり、ダンボールで作った自作のチャンピオンベルト（ HHH王座 (Hirota Henachoko Handmade 王座)を巻いて堂々とリングに上がり、勝手に王座戦を行うなど、斬新奇抜で突拍子もない行動でプロレスの世界にエンターテインメントや、バラエティーの要素を絡ませた「バラエティープロレスラー」として注目される様になり、人気を獲得した。
また女子プロレス界では前例のない股間打ちレスラーとしても有名で、試合中にトップロープから落下してロープに股間を打ったり、ローブローを食らったりと、実にさまざまな方法で股間を打っている。一方でヒールキャラ「広田悪良」に変身してリングに上がったこともある。
2002年3月には長与とのコンビで「チームエキセントリック」を結成し、非常に高い勝率を残している。KAORU&尾崎魔弓と敗者髪切りマッチでは流血戦となり、苦戦を強いられたが勝利を収めている。この試合は「チームエキセントリック」が負けてしまった場合、選手だけでなく観客自ら志願した10人の髪も一緒に切るという過酷なルールであった。この髪切りを志願した観客の中には作家の中村うさぎも加わっており、中村本人がリングに登場したことがある。
エキセントリックは最終的に5人まで増加している。
- 班長：広田さくら
- 日直：長与千種
- 会計：カルロス天野
- 副班長：シュガー佐藤
- 飼育係：ライオネス飛鳥

### 引退後
2005年4月10日に後楽園ホールで行われたGAEA JAPAN解散大会での試合後、プロレスから引退を宣言。なお、本人は「卒業」と表した。
引退後は女優・タレントとして活動。舞台にも出演する。
2007年、舞台の仕事で知り合った窪田あつことお笑いコンビ「あつこさくら」を結成。
2009年、舞台などを中心に活動する傍ら、紙芝居師としても活躍する。その一方でプロレス復帰に向けてDDTプロレスリングで練習を始める。

### 復帰
2009年4月29日、極悪同盟の興行で行われた サソリ引退試合の相手に指名され限定復帰。
2009年12月16日、ユニオンプロレス新木場1stRINGで4年ぶりにプロレスラーとして復帰。GAEAデビュー当時のリングコスチューム（arenaロゴが入ったピンクのワンピース水着、以降もコスプレでない場合はこれを着用）でチェリーとの試合に臨んだ。
2010年1月4日、復帰第2戦としてプロレスリングWAVE初参戦。チェリーとのタッグでGAMI&コマンド・ボリショイ、闘牛・空&下田美馬とのコミカルタッグ3WAY。チェリーのアシストでGAMIからフォールを奪うが、闘牛・空とのダブルフォールだったため試合後にマイク合戦となり、WAVEでは闘牛・空とのコミカル闘争を展開していくことになる。
1月17日、NEO女子プロレス初参戦。大阪ミナミ ムーブ・オン アリーナにおいて、GAEAの先輩植松寿絵とタッグを組んでタニー・マウス&宮崎有妃組（NEOマシンガンズ）と対戦。植松にローアングル植松等を指示するが、最後は恥ずかし固めでギブアップ負け。
3月20日、WAVE大阪大会でWWWA世界シングル王座の「赤いベルト」を模した段ボールでできたベルトを持ち込み、「スリーWA初代王者決定戦」と称して赤いベルトを巻いた経験のある堀田祐美子と対戦。ピラミッドドライバーからエビ固めに持ち込まれ敗戦。
6月20日のWAVE新木場大会でコスプレを解禁した。JWP女子プロレスの新人黒木千里相手であることに因み、黒木の先輩に当たるコマンド・ボリショイに扮したが、変形股裂きを決められギブアップ負け。
2010年のキングオブコントに、チャンバラJr.の駿河幸太郎らと組んだ3人組「太刀組」で出場。
2010年10月、GAEAの先輩里村明衣子が主宰するセンダイガールズプロレスリングの入団を希望し、トライアウトに出場している。
2010年12月5日、道場大会でJWP初参戦。この時期から通常コスチュームをリニューアルさせている。
2011年、黒木と組んで「JWPタッグリーグ・ザ・ベスト2011」にエントリー。

### 結婚して旧姓・広田さくら
2012年7月16日、WAVE後楽園大会にて結婚を発表し、併せてリングネームを「旧姓・広田さくら」に改名した。以来、WAVEを主戦場として様々な団体に参戦している。
2013年4月29日、新宿FACEにてプロレス界初で異例と思われる「結婚披露宴興行」（ZABUN協力）を開催。
2014年、WAVE主催「Catch the WAVE 2014」初出場。「コミカル封印」で挑む。賞金の使い道を社長である夫とのマイホーム購入に充てると宣言。決勝トーナメントは逃したが、技能賞・敢闘賞・ベストバウト賞のトリプル受賞を果たした。さらにリーグ終了後には飯田美花とのタッグでWAVE認定タッグ王座も奪取。9月23日、OZアカデミー新宿大会でOZAKURA♡PRINCESSのタッグでOZアカデミー認定タッグ王座の第20代王者となる。11月22日、新木場1stringで「いい夫婦の日」に因んだ自主興行を開催。12月をもって不妊治療による産休のため活動休止。12月12日の産休興行で高橋奈七永戦を行いOZアカデミー、仙女、WAVEでもラストマッチを行う。
2016年4月2日、WAVE新木場大会『8時だヨ！　全員集合！〜SAKURASAKU3.7〜』にて旧姓・広田さくらプレゼンツ〜俺たち○○○〜を開催。下野佐和子&チェリーvs飯田美花&志田光による試合をプロデュースし4人全員をひょうきん族のコスプレにした。10月10日、WAVE後楽園ホール大会で妊娠したことを発表。
2017年3月22日 双子（男女）が誕生。

### 双子出産を経て再復帰
同年6月4日、WAVE後楽園大会に来場し、8月12日大田区総合体育館大会で復帰すると発表。8月12日　WAVE大田区総合体育館大会で約3年ぶりにプロレスラーとして再復帰する。10月27日、新木場にて出産記念興行を開催し、成功を収めた。
2018年、WAVE、OZアカデミー、仙女などに参戦。下半期より宮崎有妃と抗争し後にタッグ結成。
2019年以降はWAVEに所属することが決定。同年7月29日、DDTプロレスの『戦うビアガーデン ALL OUT DAY』に参戦。アントーニオ本多と対戦するが、「控室に見知らぬ選手が多く機嫌が悪くなる」とのことで自身の子供2人をリングに入れ、「子守りマッチ」を行う。子供たちのアシストもあり試合に勝利する。それ以降も子連れで会見に現れるなどしている。
2020年2月1日、W.W.W.D世界エリザベス王座を獲得。12月27日、WAVE後楽園ホール大会で第15代Regina野崎渚に勝利し、第16代Reginaとなる。
2021年8月22日、WAVE後楽園ホール大会で野崎渚に敗れてRegina王座から陥落。9月20日、 ワールド女子プロレス・ディアナ横浜ラジアントホール大会で、W.W.W.D世界エリザベス王座を再び獲得。10月1日、MarvelousとWAVE合同の後楽園ホール大会で、W.W.W.D世界エリザベス王座から陥落。
2022年4月15日『後楽園ホール60周年還暦祭』に6人タッグマッチで出場。4月17日、W.W.W.D世界エリザベス王座を獲得。
2023年終盤からW.W.W.D世界エリザベス王座に再び照準を合わせ、挑戦を積極的にアピールするようになる。2024年1月28日にディアナ・カルッツかわさき大会で挑戦した際には直接3カウントをとられて奪取に失敗するが、3月1日のWAVE新宿FACE大会では勝利して王座獲得に成功した。しかし、16日後のWAVE176BOX大会で王座陥落。
2024年4月3日、WAVE新宿FACE大会で黒潮TOKYOジャパンに勝利した試合の後、リング上で自主興行開催の発表とともに離婚した事実を公表。後に2023年後半には離婚していた事を明かした。

### 離婚してシン・広田さくら
2024年4月14日、新リングネーム「シン・広田さくら」に改名した。またその日にW.W.W.D世界エリザベス王座に再び戴冠したため、シン・広田エリザベスさくらになった。
10月11日、新宿FACEにてWAVEの興行「シン・広田さくら自主興行～サクパラダイスへようこそ～人生いろいろありまして」を開催。メインでは、桃野美桜、高瀬みゆきと組んで、アジャ・コング、まなせゆうな、さくらあや組と対戦。試合は、アジャ・コングの裏拳によりシン・広田さくらが敗れたが、広田はアジャにボ・ラギノール（カンチョー）を放った際に、右肩を脱臼。長期休業に追い込まれた。
2025年2月1日、WAVE新木場大会で、約4ヶ月ぶりに復帰。小仲＝ペールワンを相手に勝利し、復帰戦を白星で飾った。

### 参院選立候補
2025年6月2日、第27回参議院議員通常選挙において愛知県選挙区より日本維新の会から立候補することを表明した。立候補に伴い、プロレスリングWAVEを退団する。
同年7月20日の投開票の結果、177,870票を獲得したが定数4人に対し8位で落選。

## 得意技
へなーラサンセット
相手の右腕を右腕で、左腕を左腕で掴み右腕を相手の頭の後ろの方へ、左腕を相手の腹部の方へとそれぞれ折り曲げ（いわゆるイヤミの「シェー！」の形）後方に反り投げそのままブリッジで相手をフォールする。
尾崎魔弓のテキーラ・サンライズを仕掛けようとして、手首の取り方を間違えたまま強引に投げきったのがきっかけ。
ラ・へなストラル
変形ラ・マヒストラル
へなストレッチ
変形羽根折り脇固め。
上記、へなストラルをキックアウトした相手に即座に仕掛けるパターンもある。
へな拳
広田の使用する裏拳の総称。
身を屈めてかわそうとする相手に、一旦止めて当てにいくパターンや、かわされた直後に逆回転で仕掛ける通称「表拳」等のバリエーションがある。
へなハリケーン
相手に背を向けた状態でコーナーポストに飛び乗り半身をひるがえして放つダイビング式のへな拳。
コーナーへ振られた際のカウンターとしても使用。
恵比寿
リバース・パロ・スペシャルとほぼ同型。
手首ではなく、相手の肘関節辺りを抱えて極める。
沖縄固め
変形エビ固め
上記、恵比寿から移行するパターンも存在する。
高田純次
手を上下に動かし、その場で回転しておいてから放つヘッド・ドロップ。技名は高田純次が「クイズ世界はSHOW by ショーバイ!!」で見せた喜びの舞の挙動を模倣していることからつけられた。
復帰後はリング中央に寝かせた相手を「ふぅ〜」の掛け声と共にピープルズ・エルボーのようにロープワーク中に繰り返し跨いでから放つパターンも増えた。
自らが失敗したのちに対戦相手に同様のムーブを強要するお約束もある。
ときめきメモリアル
略称をときメモ。キス攻撃。
タッグパートナーやレフェリーへの誤爆も多い。
2020年3月以降は感染症の流行により事実上の封印技となっていたが、2023年に復活している。
ボ・ラギノール
いわゆるカンチョー。技名は痔の薬から。
ロープへ磔にしておいて走り込んで仕掛けるパターンも存在する。
2024年10月11日の新宿FACEの自主興行「シン・広田さくら自主興行〜サクパラダイスへようこそ〜人生いろいろありまして」ではアジャ・コングに放った大技ボ・ラギノール・スイシーダーでは自らの肩を脱臼し長期欠場するアクシデントも起きている
股間打ち
急所へのパンチ、ヘッド・ドロップ等。女子レスラーが女子相手に使用するのは珍しい例で、数少ない使い手と言える。
自身がアトミック・ドロップの体制で抱えられてロープに打ち据えられる
頭叩き
相手の頭を叩く単純明解な攻撃。
復帰後から事あるごとに使用。
犬神家
トップロープを掴みコーナーポスト上で倒立するムーブ。さらにここから脚を大きく開閉させて相手をおびき寄せる。実は非常に難易度が高く、アシストなしで成立させるには相当なバランス感覚が必要な高等テクニック。技名は同名映画の有名シーンから。
近づいてきた相手を旋回式アストロ・シザースやエビ固めに捉える。
拝み渡り
逆走やセカンドロープでリバウンドしトップロープ上に戻るムーブも見せる。
リバウンドしトップロープ上に戻るムーブは1回目は成功するが、その後客からの「もう1回！」声援で2度目のチャレンジをするが大抵はいずれかの形で失敗し、自らの股間をトップロープに打ち据える結果となり「お前らの責任だぞ！」言って煽る流れが定番。
シャイニング・ウィザード
自称武藤敬司公認。
片膝立ちの相手の脚を踏み台にして膝を打ち付ける。
足払い
ロープワークの最中にふいに足を出して転ばせる。
片膝状態の相手にシャイニング式の技を放つと見せかけて飛びこえ、足を払うバリエーションも存在する。
ふらふらどーん
略称をFFD。フラフラ状態のまま相手に身体を預け倒し脱力状態で全体重をかけてフォールする。
回転エビ固め合戦から繰り出すローリングふらふらどーんというバリエーションも存在する。
幼稚園への送迎バス
コーナートップに座った相手をパワーボムの要領で担ぎ、そのまま反対側のコーナーまで運んで座らせる。無論相手にダメージはない。
ブロンコ・バスター
エキセントリック時代に使用。
ヒップ・アタック
若手時代からの得意技の一つ。
片膝や尻餅状態の相手に放つバリエーションもある。ダイビング式やリバウンド式でも使用。
ブラインドタッチ
エキセントリック時代の得意技。
ものまね
対象者のフェイバリット・ホールドやムーブをデフォルメして再現する。コスチュームはテープ類を活用した手作りであることが多い。
後にアレンジを加えて、自身のレパートリーとすることもままある。
フェイス・クラッシャー
自称武藤敬司公認。
このあとに繰り出す武藤敬司のプロレスLOVEポーズまでがワンセット。
サクライト
メキシカン・ローリング・クラッチ（高角度前方回転エビ固め）の一種。肩車のかたちで相手の肩の上に乗ったあと、右に水平に一回転し、そのまま前転しフォールする。
夜叉ロック
紅夜叉から伝授。
夜叉スープレックス
同じく紅夜叉から伝授。

## タイトル歴
- 第16代Regina di WAVE王座
- 第3代・第5代・第9代・第12代・第16代W.W.W.D世界エリザベス王座
- HHH(Hirota Henachoko Handmade)王座
  - 初代
  - 第3代
  - 第5代
  - 第7代
  - 第9代
  - 第12代
  - 第14代
  - 第17代
  - 第19代
  - 第22代
  - 第24代
  - 第27代
  - 第32代
  - 第34代
  - 第36代 [31]
  - 第37代[32]
  - 第41代
  - 第43代
  - 第48代
  - 第50代
  - 第52代
  - 第54代[33]
  - 第57代
  - 第60代
  - 第62代

- HHHタッグ王座

- DUAL SHOCK WAVE王座第11代・第23代・第27代
  - 第11代パートナーは飯田美花
  - 第23代パートナーは宮崎有妃
  - 第27代パートナーは桜花由美

- 第20代OZアカデミー認定タッグ王座
  - パートナーは尾崎魔弓

- 第16代W.W.W.D認定世界タッグ王座
  - パートナーは桜花由美

## 入場テーマ曲
- 「SAKURA」（GAEA LOCUS収録） -GAEA JAPAN時代
- 「夜桜お七」(坂本冬美)
- 「こんにちは赤ちゃん」（梓みちよ）
出産からの復帰後から使用。
- 「コブラ」（前野曜子）
広田が敬愛するテレビアニメ『スペースコブラ』の主題歌。2022年4月からサビの部分を自身の名前に変え、カラオケで自身が歌唱したものを入場テーマに用いている[34]。

## 出演作品

### 舞台
- 『オキュパイ 〜サンモールスタジオを占拠せよ〜』（SOYUZ PRESENTS/サンモールスタジオ提携公演、2006年3月7日-12日、於・サンモールスタジオ）
- 『生全部広田。（仮）』（2006年6月2日-4日、於・新宿・シアター・ブラッツ）
- 『汝知り初めし逢魔が刻に…』（2010年3月3日-3月7日、笹塚ファクトリー）
- G&Gアクターズファクトリープロデュース公演 vol.4「雨に咲く花2012〜忘れ去られる物たち〜」（2012年9月1日 - 9日、荻窪かいホール）
- コルバタ「向かう先は青コーナー」（2015年4月2日 - 5日、東京・戸野廣浩司記念劇場） [35]

### テレビドラマ
- 中学生日記（NHK名古屋放送局）

## 旧姓・広田さくら 結婚披露宴興行

### 概要
2012年に入籍はしたものの披露宴はおこなっていなかった。今回、ファンへの恩返しとしての自主興行を行った。

### 試合結果
| 第一試合 ★「先輩、お先に行かせていただきました5WAY」 | |                             |
| 永島千佳世 vs カルロス天野 vs 加藤園子 vs 里村明衣子 vs 旧姓・広田さくら                                                                                            | |                             |
| 〇カルロス天野 | 10分26秒 カルロスゴーンからの4人による体固め                                                                                    | 旧姓・広田さくら●           |
| 特別リングアナウンサー：中島幸一郎 | |                             |
| 第二試合 ★「結婚適齢期をぶっとばせ！輝く独身アラフォータッグマッチ」                                                                                                | |                             |
| ○神取忍 GAMI | 0分11秒 ケンカキックからの体固め                                                                                                | 尾崎魔弓 救世忍者乱丸●      |
| 神取忍 ●GAMI | (乱丸の要望でやり直し） 10分11秒 仲間割れからの体固め                                                                           | 尾崎魔弓〇 救世忍者乱丸     |
| 第三試合 ★「人妻からのプレゼント・ディズニーランドペアチケット争奪 〜結婚したい女たちバトルロイヤル〜」                                                             | |                             |
| ■参加女子レスラー 桜花由美、大畠美咲、渋谷シュウ、紫雷美央、栗原あゆみ、阿部幸江、朱里、チェリー、華名、スペシャルゲスト ■生贄の男子レスラー 怨霊、佐野直、つぼ原人 | |                             |
| ※特別ルール 男子・女子一人ずつ残ったところで試合終了 | |                             |
| 14分49秒 男子勝ち残り 怨霊 女子勝ち残り 阿部幸江 | |                             |
| 第四試合 ★「既婚者に習え！」 | |                             |
| 超大物既婚者男子レスラーX 対 水波綾＆DASH・チサコ＆仙台幸子＆下野佐和子 with 超大物未婚者女子レスラーX                                                              | |                             |
| ※特別ルール 大会日にちなみ、4分29秒後に超大物未婚者女子レスラーXが登場                                                                                              | |                             |
| 〇超大物既婚者男子レスラーX | 7分15秒 ダウンした広田のフォールに誰が乗るんだ？、 私乗ります、私乗ります じゃあ俺が乗ります、どうぞどうぞ。からの 足での体固め | ニュートラルコーナーポスト● |
| 第五試合 ★「人妻危機一髪！」 | |                             |
| ●浜田文子 春山香代子 | 15分05秒 APクロスからのふらふらどーん                                                                                           | 星ハム子 旧姓・広田さくら○  |

### エピソード
- 試合開始は13時の予定だったが、11111円や7777円等のきめ細かい料金設定のため、15分遅れての開始となってしまった。
- 開宴の挨拶は、広田の師匠の長与千種が行った（録音）。
- 広田は、全5試合に「何らかの形」で出場。
- 第一試合は、GAEA JAPAN出身レスラーが出場、レフェリーは伊東幸子、リングアナウンサーは中島幸一郎とこちらもGAEA JAPAN出身で行われた。広田は、「GAEAデビュー当時の広田」のコスプレ（arenaロゴが入ったピンクのワンピース水着）で登場。
- 第二試合、広田はダンプ松本のコスプレを行い、サソリを伴って出場したが、すぐに退場した。
- 第二試合終了後、お祝いのスピーチを欠場中のKAORUが行った。KAORUがリング上から挨拶したのは2年ぶりとのこと。
- 第三試合は、スペシャルゲストとして豊田真奈美に扮した広田が参加。
- 第三試合終了後ゲーム大会が行われ、優勝者には広田が出演した「中学生日記」とGAEA JAPAN解散後に発売になった「全部広田。」のDVDが贈られた。なお、このゲーム大会進行は春日萌花が行った。
- ゲーム大会後、歌のプレゼントとして宮崎有妃が2曲歌った。
- 第四試合は、広田はニュートラルコーナーに扮した。
- 第五試合の前には、生い立ちVTRが流された。
- 広田がこの興行を4月29日にした理由は、4月29日が広田の母親の誕生日でもあり、母親への感謝の気持ちと恩返しの意味が込められている。当日はスターダム両国国技館大会、ディアナ川崎市体育館大会の女子プロレスビッグマッチ二つ（さらに後楽園ホールでは全日本プロレスチャンピオン・カーニバル決勝戦）と重なったが、新宿FACEを超満員にした。出場した選手の中にはスターダムとのダブルヘッダーだった者も数名いた。
- 興行終了後に、関係者による結婚披露宴が行われた。

## 選挙歴
| 当落 | 選挙                     | 執行日         | 年齢 | 選挙区       | 政党         | 得票数     | 得票率 | 定数 | 得票順位 /候補者数 | 政党内比例順位 /政党当選者数 |
| ---- | ------------------------ | -------------- | ---- | ------------ | ------------ | ---------- | ------ | ---- | ------------------ | ---------------------------- |
| 落   | 第27回参議院議員通常選挙 | 2025年07月20日 | 47   | 愛知県選挙区 | 日本維新の会 | 17万7870票 | 4.98%  | 4    | 8/14               | /                            |